# سألوني الناس

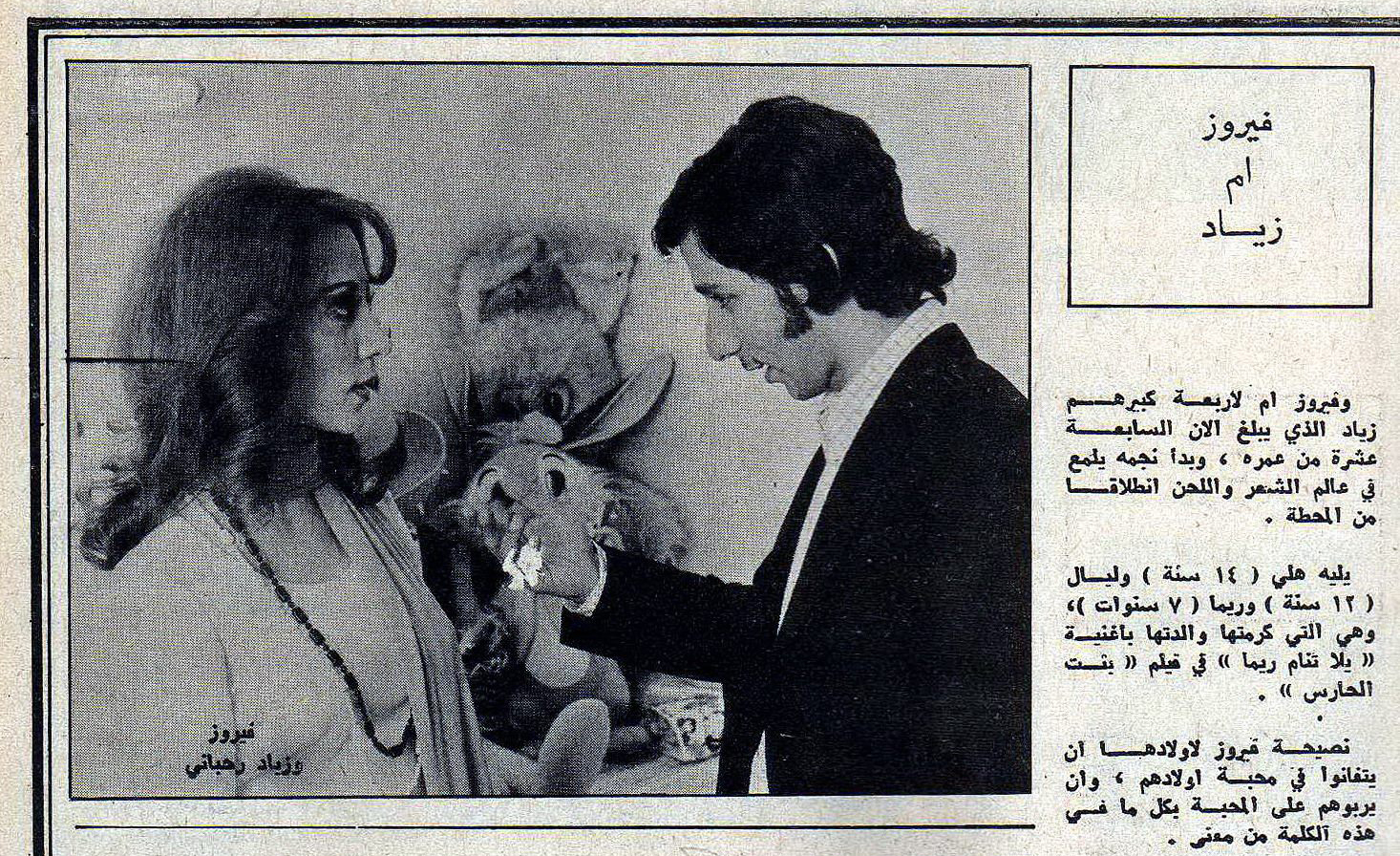
فيروز عام 1973م.

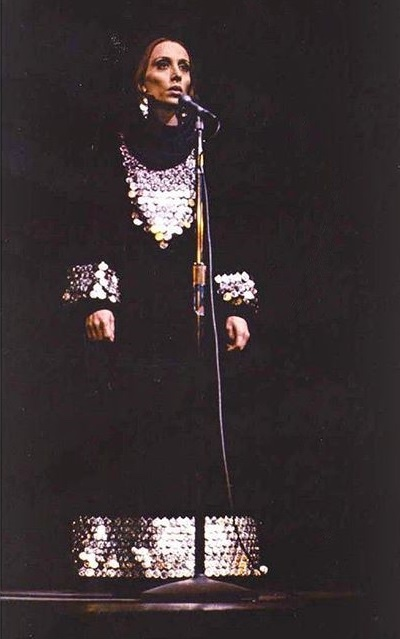
فيروز عام 1971

سألوني الناس هي أُغنية لفيروز. ألّفها منصور الرحباني ولحنها زياد الرحباني، صدرت عام 1973م.

## قصة الأغنية
بدأت القصة عام 1972، عندما كانت فيروز تتمرن على دورها في مسرحية المحطة، وفي ذلك الوقت أصيب عاصي الرحباني بنزيف في رأسه، ولم يكن حاضراً أثناء البروفات والعروض، وهو كان شيئاً جديدا وخلاف العادة حيث كان يحرص على التواجد في العروض المسرحية. دخل عاصي بعدها المستشفى، وكتب له منصور الرحباني كلمات الأغنية، وكانت مثل رسالة شوق وانتظار من فيروز إلى زوجها المريض. لحّن ابنها زياد الرحباني الكلمات لاحقاً، وكان عمره لا يتجاوز وقتها 18 سنة، ووزّعها إلياس الرحباني.

## الكلمات
سألوني الناس عنك يا حبيبي
كتبوا المكاتيب و أخدها الهوا
بيعز عليي غني يا حبيبي
و لأول مرة ما منكون سوا
سألوني الناس عنك يا حبيبي
كتبوا المكاتيب و أخدها الهوا
بيعز عليي غني يا حبيبي
و لأول مرة ما منكون سوا
سألوني الناس عنك سألوني
قلتلن راجع أوعى تلوموني
سألوني الناس عنك سألوني
قلتلن راجع أوعى تلوموني
غمضت عيوني خوفي للناس
يشوفوك مخبى بعيوني
و هب الهوى و ما كان الهوى
لأول مرة ما منكون سوا
سألوني الناس عنك يا حبيبي
كتبوا المكاتيب و أخدها الهوا
بيعز عليي غني يا حبيبي
و لأول مرة ما منكون سوا
طل من الليل قلي ضويلي
لاقاني الليل و طفى قناديلي
طل من الليل قلي ضويلي
لاقاني الليل و طفى قناديلي
و لا تسأليني كيف إستهديت
كان قلبي لعندك دليلي
و اللي إكتوى بالشوق إكتوى
لأول مرة ما منكون سوا
سألوني الناس عنك يا حبيبي
كتبوا المكاتيب و أخدها الهوا
بيعز عليي غني يا حبيبي
و لأول مرة ما منكون سوا
سألوني الناس عنك يا حبيبي
كتبوا المكاتيب و أخدها الهوا
بيعز عليي غني يا حبيبي
و لأول مرة ما منكون سوا

## وصلات خارجية
- حكاية أغنية 19 – سألوني الناس